# 意大利燴牛膝
意大利燴牛膝（義大利語：Ossobuco，發音：[ˌɔssoˈbuːko]），倫巴第菜色，以清湯及白葡萄酒燜燒小牛腱和蔬菜，經常會伴以格雷莫拉塔醬、米蘭燉飯或波倫塔玉米糊，視乎所在地區而異。牛腱中的骨髓為此菜色的精要所在，可以用小匙取出或直接用吸管吮食。